# Lulong
Lulong (en chino, 卢龙; pinyin, Lúlóng) es un condado  bajo la administración directa de la Prefectura Qinhuangdao en la Provincia de Hebei, República Popular China. Su área es de 955 km² y su población total para 2010 superó los 380 mil habitantes. 

## Administración
Desde julio de 2020, el  Condado Lulong se divide en 12 pueblos que se administran en 9 poblados y 3 villas.

## Toponimia
El topónimo Lulong significa 'el cruce del dragón'. Su nombre se desprende del río Lu (卢水) y del sinograma Long que significa "dragón", un nombre que evoca imágenes de un río serpenteante similar a un dragón en la cultura china. Su etimología es muy similar a su vecina del norte Qinglong, ya que tienen las mismas raíces, solo que al río Lu al norte se conoce como Qinglong.

## Historia
En la dinastía Shang, esta región fue la capital del Reino Guzhu (孤竹国). En el 598 AD, durante la dinastía Sui, se estableció como condado y se le dio el nombre Lulong. Durante las dinastías Ming y Qing, fue la sede de la prefectura Yongping, conocida en la historia como "la primera prefectura de Jingdong".
En noviembre de 1958, el condado Lulong fue abolido y su jurisdicción fue transferida a los condados Qian'an y Changli. El 20 de mayo de 1961, se restauró el condado Lulong. En mayo de 1983, la prefectura Tangshan fue abolida y el condado Lulong fue transferido a la ciudad de Qinhuangdao.
Hay más de 20 reliquias culturales y sitios históricos famosos en el condado, que ha sido nombrado "Ciudad natal de la cultura Guzhu", "Condado milenario antiguo" y "Ciudad natal de la poesía china".